# Hamou Oubrick
Hamou Oubrick (ur. 19 lutego 1976) – francuski zapaśnik w stylu klasycznym. Zajął piętnaste miejsce na mistrzostwach świata w 2001. Dziesiąty na mistrzostwach Europy w 2001. Brązowy medalista na igrzyskach śródziemnomorskich w 2001. Piąty w Pucharze Świata w 2001 roku.
Siedmiokrotny mistrz Francji w latach: 1998, 1999, 2001 – 2003, 2005 i 2006; drugi w 2000 roku.